# Smash (sito web)
Smash è un servizio francese di trasferimento file online, fondato nell'aprile 2017 dai fratelli Romaric e Rémi Gouedard-Comte a Lione.
La piattaforma consente l'invio di file di grandi dimensioni senza necessità di registrazione, offrendo una versione gratuita senza limiti di dimensione dei file e piani a pagamento con funzionalità aggiuntive.

## Storia
Smash è stato lanciato nel 2017 come alternativa a servizi esistenti come WeTransfer, eliminando le restrizioni sulla dimensione dei file. Nel 2019, la società ha ottenuto un finanziamento di 1,5 milioni di euro per espandere le sue operazioni e migliorare l'infrastruttura. Durante la pandemia di COVID-19 nel 2020, la domanda di servizi di trasferimento file online è aumentata, contribuendo alla crescita della base utenti di Smash.

## Caratteristiche

### Trasferimento di file
Smash consente l'invio di file senza limiti di dimensione nella versione gratuita, con disponibilità dei file per 7 giorni. I file superiori a 2 GB possono essere soggetti a tempi di attesa più lunghi a causa della priorità di trasferimento.

### Sicurezza e privacy
La piattaforma utilizza la crittografia durante il trasferimento e l'archiviazione dei file. Inoltre, offre l'opzione di proteggere i trasferimenti con password, anche nella versione gratuita. I server di Smash sono situati in Francia, garantendo la conformità al Regolamento generale sulla protezione dei dati (GDPR) dell'Unione europea.

### Personalizzazione
I piani a pagamento di Smash permettono di personalizzare l'esperienza di trasferimento, inclusa la possibilità di aggiungere il logo dell'azienda, sfondi personalizzati e link di download con nomi personalizzati. Queste opzioni sono progettate per le aziende che desiderano mantenere la propria identità di marca durante il processo di trasferimento dei file.

### Applicazioni e compatibilità
Smash è disponibile tramite il suo sito web e offre applicazioni per iOS, Android e macOS. Le applicazioni mobili consentono di inviare file direttamente dai dispositivi mobili senza compressione, mantenendo la qualità originale dei file. L'applicazione per macOS consente agli utenti di inviare file dalla barra dei menu del sistema operativo.

## Modello di business
Smash opera con un modello freemium. L'accesso di base è gratuito e finanziato in modo originale: il servizio non presenta banner pubblicitari intrusivi, ma mostra contenuti visivi o promozionali dei partner durante le schermate di attesa e di download. La principale fonte di reddito di Smash proviene dagli abbonamenti a pagamento. Offerti a tariffe competitive sul mercato (circa 10 € al mese per un utente individuale, con formule annuali e aziendali disponibili), i piani a pagamento sbloccano funzionalità avanzate destinate ai professionisti.

## Accoglienza
Smash ha ricevuto recensioni positive da parte degli utenti e dei media specializzati. Pubblicazioni come Xataka e Hipertextual hanno evidenziato la facilità d'uso, l'assenza di limiti di dimensione nella versione gratuita e le opzioni di personalizzazione nei piani a pagamento. Inoltre, è stato sottolineato che Smash offre velocità di trasferimento superiori rispetto ad alcuni concorrenti e un'interfaccia intuitiva.